# Förderanlage

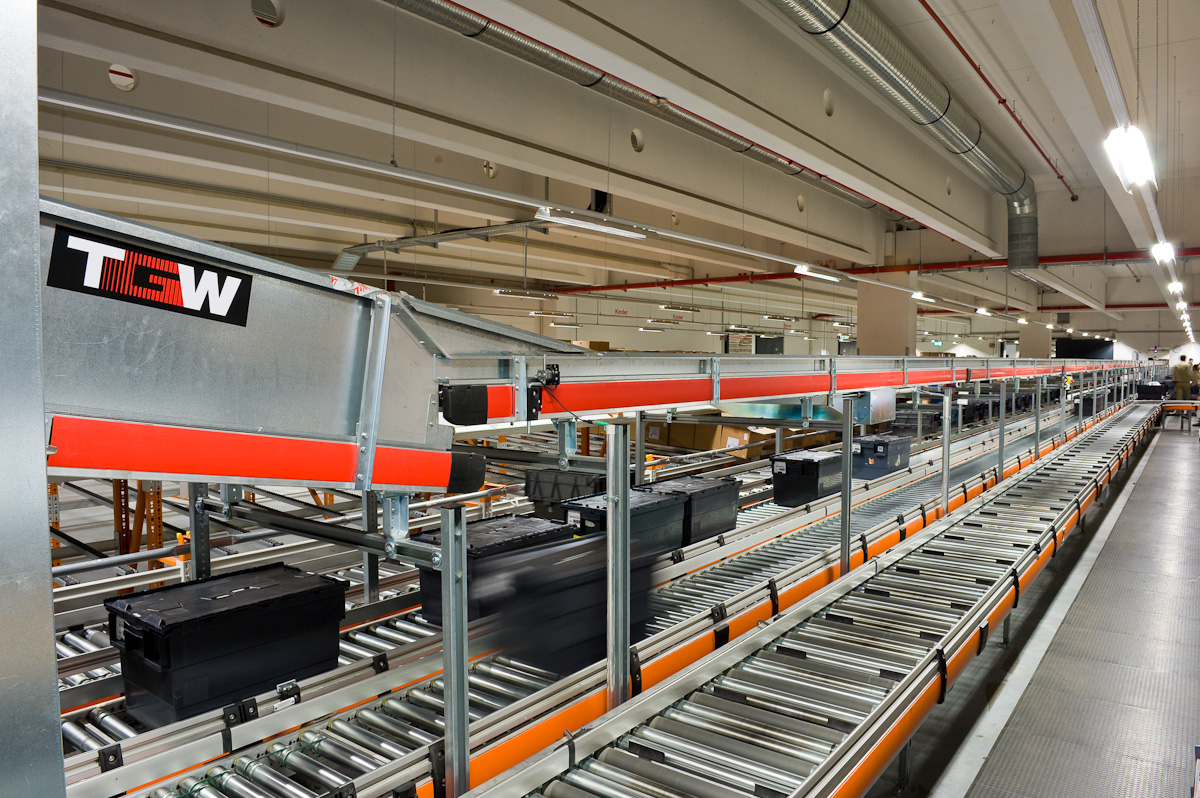
Förderanlage in einem Distributionszentrum für Mode

Förderanlagen oder Fördermittel sind Maschinen und Anlagen, die zum Fördern von Fördergütern verwendet werden.
Sie lassen sich nach der Art des Förderguts unterteilen in Förderer für Stückgut (z. B. Kisten) und Förderer für Schüttgut (z. B. Kohle). Andere Einteilungen unterscheiden Stetig- und Unstetigförderer oder Förderer für Stückgut nach baulichen Gesichtspunkten.
Im Bergbau nennt man die Gesamtheit der Anlagen, die zur Förderung des Fördergutes wie Kohle, Erz, Salz, Erdöl dienen, Förderanlagen. Dazu gehören zunächst die eigentlichen Fördermittel (Aufzüge, Fahrkünste, Förderbänder etc.) aber auch zugehörige Bauten wie Gruben, Gleise, Fördertürme, Förderkörbe. Zum Teil wird Förderanlage auch alternativ zu den Begriffen Grube, Zeche oder Bergwerk verwendet.

## Übersicht
Vor dem Hintergrund logistischer Aufgabenstellungen sinnvoll erscheint eine Einteilung nach Einsatzfeldern bzw. nach dem Kriterium Beförderungsart:
| Kontinuierliche Beförderung Stetigförderer | Diskontinuierliche Beförderung Unstetigförderer                                                                              |
| --- | --- |
| Rohrleitungssystemefür gasförmiges, flüssiges oder festes Massengut | FahrzeugsystemeBeförderung des Transportguts in Transporteinheiten mit eigenem Antrieb auf einem antriebslosen Transportnetz |
| Bandförderanlagenfür Massenschüttgut (z. B. Sand, Erz, Kohle) für leichtes Stückgut (z. B. Kisten, Kartons, Kleinladungsträger, Gepäck) Rollen- und Kettenfördererfür schwereres Stückgut (z. B. Paletten, Gitterboxen) | FördersystemeBeförderung des Transportguts mit oder ohne Ladungsträger auf einem angetriebenen Transportnetz                 |

Im Folgenden werden einige typische Vertreter der jeweiligen Gruppe genannt:

## Stetigförderer
Stetigförderer fördern kontinuierlich sowohl Schütt- als auch Stückgüter. Auch getaktete Montagebänder werden zu den Stetigförderern gezählt. Stetigförderer werden in vier Hauptgruppen eingeteilt (Gliederung nach Pfeifer, Kabisch, Lautner: Fördertechnik):
mechanische Stetigförderer mit ZugmittelnBandförderer
mechanische Stetigförderer mit Zugmittel (Gliederförderer)
- Gliederbandförderer haben als Tragelement anstatt eines Bandes Stäbe, Platten oder Kästen
- Trogkettenförderer
- Kratzerförderer
- Kreisförderer
- Becherwerke (Gurtbecherwerk, Kettenbecherwerk, Pendelbecherwerk)

mechanische Stetigförderer ohne Zugmittel
- Rollenförderer
- Schneckenförderer (zum Transport von Schüttgütern)
- Schwingförderer: Schüttelrutschen, Schwingrinnen

Schwerkraftförderer
- Rutschen
- Rollen- und Kugelbahnen (Rollenbahn, Röllchen-, Scheibenrollenbahn, Kugelbahn)

Strömungsförderer
- Pneumatische Förderer (Pneumatische Rinne, Luftkissenförderer, Lufttisch)
- Rohrpostanlagen

Hydraulische Förderer
- Hydraulische Rinne
- Hydraulischer Rohrförderer

Umlaufseilbahnen

## Unstetigförderer
Unstetigförderer arbeiten diskontinuierlich, weil auf einen Fördervorgang jeweils ein Vorgang ohne Last folgt.
Bei den Förder- und Fahrzeugsystemen kann eine weitere Differenzierung nach der Eigenschaft flurfreier und flurgebundener Transport vorgenommen werden. Auch hier folgen einige typische Vertreter der jeweiligen Gruppe:
|                       | Fahrzeugsysteme                 | Fahrzeugsysteme | Fördersysteme                                                                                           | Fördersysteme                                                                      |
| flurfrei              | flurgebunden (Flurfördergeräte) | flurfrei | flurgebunden (Flurfördergeräte)                                                                         |                                                                                    |
| manuell betrieben     | - Deckenkran - Portalkran       | - Handwagen - Gabelhubwagen („Ameise“) - Elektro-Deichselhochhubwagen - Frontgabelstapler - Schubmaststapler - Seitenstapler - Schlepper - Flurförderer - Bagger | - Hebezeuge mit oder ohne Seil und Kette - Winden                                                       | - Röllchenbahn                                                                     |
| automatisch betrieben |                                 | - Elektropalettenbahn - Kanalfahrzeug bzw. Shuttle - Fahrerloses Transportsystem - Aufzüge - Schachtförderanlagen                                                | - Hängebahn u. Elektrohängebahn - Pendelseilbahnen - Trolleybahn - Power & Free - Schienenförderanlagen | - Rollenbahn - Gurtbandförderer - Kettenförderer - Unterflur-Schleppkettenförderer |

## Sonstige Einteilungen
Häufigkeit der Beförderung
- Stetigförderer, z. B. Rollenbahn
- Unstetigförderer, z. B. Gabelstapler

Flurbindung
- flurfreie Fördermittel, z. B. Krane, Hängebahnen, Elektrohängebahnen
- flurgebundene Fördermittel, z. B. Hubwagen

Beweglichkeit
- Fördermittel mit flächigem Materialfluss, z. B. Krane, Gabelstapler
- Fördermittel mit linienförmigen Materialfluss, z. B. Rollenbahn

Antrieb
- manuell betriebene Fördermittel, z. B. Sackkarre, Handwagen
- maschinell betriebene Fördermittel, z. B. Gabelstapler

Automatisierungsgrad
- bedienergesteuerte Fördermittel, z. B. Hubwagen
- computergesteuerte Fördermittel, z. B. automatisches Regalbediengerät (RGB), Fahrerloses Transportsystem

Bauliche Gesichtspunkte
BandfördererDas Transportgut befindet sich auf einem umlaufenden Band (z. B. Gurt).
KettenfördererDas Transportgut befindet sich zwischen einer oder mehreren parallel angeordneten Ketten, die durch Mitnehmer verbunden sind und das Transportgut mitnehmen, oder es liegt auf den Ketten auf. In letzterem Fall kann auf Mitnehmer verzichtet werden, wenn die Haftreibung zwischen Ketten und Transportgut groß genug ist.
RollenbahnenDas Transportgut wird durch hintereinander angeordnete, sich drehende Tragrollen bewegt. Die Tragrollen werden mit Rundriemen, Flachriemen, Zahnriemen oder Ketten angetrieben. Das Transportgut kann auch mittels leichter Neigung und Schwerkraft bewegt werden.
PlattformträgerDas Transportgut befindet sich auf einer Plattform (Lastaufnahmemittel), die durch unterschiedliche Techniken fortbewegt wird.
HängefördererHängeförderanlage: Das Fördersystem ist mittels einer Hilfskonstruktion über dem Boden aufgehängt. Unterschiedlich gestaltete Lastaufnahmemittel nehmen das Transportgut auf und werden entweder selbstfahrend oder durch ein Zugtrum (z. B. Seil) bewegt.
intelligente FördersystemeFördersysteme, welche autonom Produkte durch Produktions- oder Logistikprozesse befördern mit selbstfahrenden Wagen (z. B. Werkstückförderer Montrac, Schienenförderanlage Typ Telelift)
SchienenfördererDas Transportgut wird in eigenangetriebenen Förderbehältern über ein fest installiertes Schienennetz gefördert, z. B. Aktenförderanlage
VertikalfördererUnterschiedlich konstruierte Vorrichtungen, die zur Höhenüberwindung des Transportgutes dienen.
Sonderlösungen für spezielles Transportgut
- Eisenbahnwagenförderanlage
- Förderbrücke